# Ґолівський замок
Ґолівський замок (пол. Zamek w Goli Dzierżoniowskiej, нім. Schloss Guhlau) — замок розташований у селі Ґоля-Дзержоньовська у гміні Немча Дзержоньовського повіту Нижньосілезького воєводства у Польщі.

## Історія
Будівництво замку в ренесансному стилі, ймовірно на місці попередніх середньовічних укріплень, розпочав у 1580 році польський магнат Лéонард ван Рохнау. Деякі дослідники стверджують, що місце, на якому було збудовано замок, було заселене вже приблизно з 1000 року. Про оборонний характер середньовічного замку свідчить круте урвище з західної сторони скелі, рів — із східної сторони, а також подвійні кам'яні мури, що оточують замок.
До початку XVIII століття замок зазнав кількох перебудов. На межі XIX і XX століть занедбаний і закинутий замок було відбудовано та відреставровано.
Під час Другої світової війни замок було пошкоджено. Останній власник замку, барон Крістіан Моріц фон Пріттвіц і Ґафрон, був змушений його покинути після війни, а замок з того часу почав поступово занепадати. Занедбаним був також парк, що оточує замок.

## Сучасність
У 2000 році було розпочато роботи з відбудови замку. У 2007—2008 роках їх було субсидовано з програми «Культурна спадщина» Міністерства культури і національної спадщини Польщі.
З 2013 року в замку функціонує готель, спа та ресторан. 

## Архітектура
Ренесансний замок в Ґолі, з порталом і сграфітовими декораціями фасадів було побудовано на гранітовій скелі з ініціативи Леонарда фон Рохнау. Це підтверджує напис над головним входом до замку. Замок було збудовано на чотирикутному плані з внутрішнім подвір'ям. Посеред подвір'я до нашого часу росте 300-літня липа. 
На початку XVII століття до початкової забудови було додано вежу у східному куті. З того часу вигляд замку не змінювався.

## Парк
Парк, що оточує замок, має площу близько 13 га, тут росте понад 1600 дерев (36 видів). Через парк плине річка, яка доставляє воду до семи ставів, що також знаходяться в парку. Окрасою парку є столітня букова алея.

## Світлини

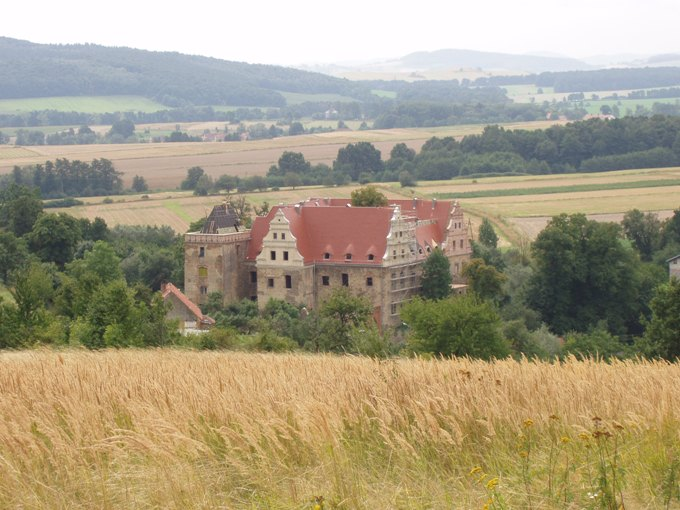
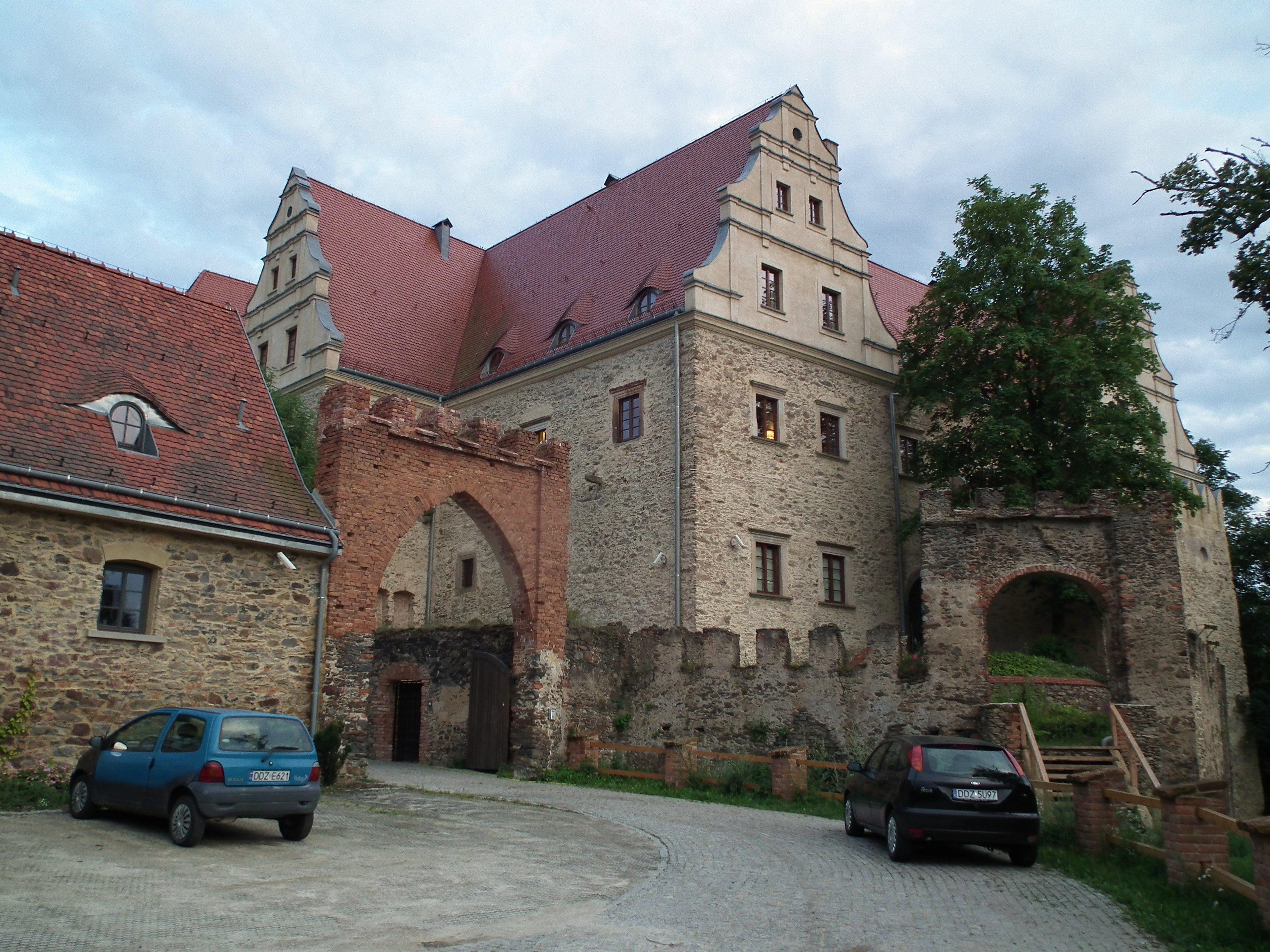
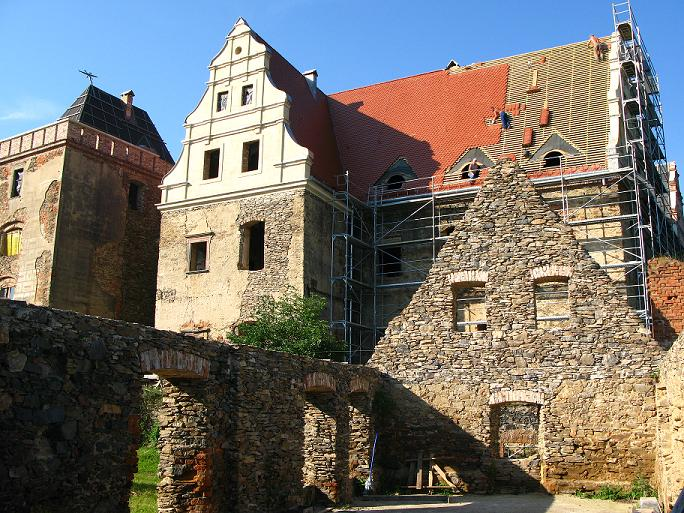